# 11-й фронт (Япония)
Одиннадцатый фронт (яп. 第11方面軍) — группировка сухопутных войск японской императорской армии, находившаяся в Северо-Восточной Японии в конце Второй мировой войны.
11-й фронт был сформирован 6 февраля 1945 года для отражения возможного вторжения Союзников на собственно Японские острова. Его войска должны были оборонять район Тохоку, штаб-квартира размещалась в городе Сендай. С 8 февраля 1945 он перешёл под командование свежесозданного Первого командования, ответственного за оборону Восточной Японии.
Как и в прочих войсках обороны Японских островов, части, входившие во фронт, были укомплектованы слабо подготовленными резервистами, молодыми призывниками либо бойцами территориального ополчения, не имевшими нормального оружия и снаряжения. Войска фронта в боевых действиях не участвовали, и после капитуляции Японии были демобилизованы.

## Список командного состава

### Командующие
|   | Имя                              | С              | По              |
| - | -------------------------------- | -------------- | --------------- |
| 1 | Генерал-лейтенант Тэйити Ёсимото | 6 февраля 1945 | 7 августа 1945  |
| 2 | Генерал Кэйсукэ Фудзиэ           | 7 августа 1945 | 15 августа 1945 |

### Начальники штаба
|   | Имя                          | С              | По              |
| - | ---------------------------- | -------------- | --------------- |
| 1 | Генерал-майор Масаёси Исии   | 6 февраля 1945 | 7 августа 1945  |
| 2 | Генерал-майор Кадзуфуми Имаи | 7 августа 1945 | 15 августа 1945 |